# Metal Gear Solid: The Twin Snakes
Metal Gear Solid: The Twin Snakes (também conhecido como, abreviadamente, MGS: TTS) é um jogo eletrônico de espionagem que foi desenvolvido pela Silicon Knights e Konami, que foi lançado em 2004 para o console Nintendo GameCube. The Twin Snakes é um remake de Metal Gear Solid, desenvolvido e primeiramente publicado pela Konami em 1998 para PlayStation.
The Twin Snakes traz melhoramentos gráficos sobre o original, novas cenas escritas e dirigidas por Ryuhei Kitamura, e mecânicas de jogabilidade originalmente introduzida na sequência cronológica Metal Gear Solid 2: Sons of Liberty. O jogo também inclui uma tradução revisada com dublagem re-gravada, tendo boa parte do elenco da versão em inglês que trabalhou em MGS presente neste remake.

## Jogabilidade
A jogabilidade de The Twin Snakes foi alterada para assemelhar-se à de Metal Gear Solid 2: Sons of Liberty. Enquanto que todas as áreas e inimigos foram mantidos, novas maneiras de o jogador poder defender-se em combates foram introduzidas, como a habilidade de atirar usando visão em primeira pessoa. A Inteligência Artifical dos inimigos também foi melhorada, dando a eles a possibilidade de comunicar-se entre si e detectar o jogador mais precisamente. Contudo, algumas características do jogo original foram mantidas por razões estéticas.

## Produção e lançamento
Metal Gear Solid: The Twin Snakes foi uma produção conjunta entre a Silicon Knights (na época estúdio subsidiário da Nintendo) e Konami (sob liderança de Hideo Kojima, criador da série). A Silicon Kinghts ficou responsável pela parte de programação do game, enquanto a Konami foi responsável pela arte (incluindo a crianção dos modelos de personagens) e pela criação das cut-scenes. Estas foram dirigidas pelo diretor de cinema Ryuhei Kitamura. Kitamura inicialmente tentou deixar as cenas idênticas às do jogo original, mas Hideo Kojima recomendou que ele fizesse tudo seguindo seu próprio estilo. O resultado final dividiu opiniões, já que alguns fãs não ficaram satisfeitos com as mudanças.
A trilha sonora de Twin Snakes foi criada, em parte, dentro da Slilicon Knights (por Steve Henifin) e dentro da Konami (com músicas de Norihiko Hibino, que já havia trabalho em Metal Gear Solid 2). A dublagem foi totalmente refeita, mas utilizou todos os atores da versão original.
O game foi lançado em março de 2004 e recebeu respostas positivas da crítica, ganhando nota 8.5 do site IGN, 8.2 da GameSpot e 9.25 da revista americana GameInformer. Os críticos elogiaram os gráficos bem produzidos, a jogabilidade mais refinada e o fato do game ter sido fiél ao enredo da versão original. Por outro lado, alguns críticos reclmaram de quedas de framerate.